# Thomas Telford
Thomas Telford (Glendinning, Dumfriesshire, 1757. augusztus 9. – London, 1834. szeptember 2.) skót építész, út-, híd- és hajózási csatorna tervező mérnök.

## Munkássága
Korán árvaságra jutott, édesanyja nevelte fel nagy szegénységben. 14 éves korában egy kőfaragó mesternél kezdett tanulni. Legelső faragványai még ma is láthatók Langholmban, az Esk folyót átszelő hídon. Egy ideig Edinburgh-ban dolgozott, majd 1782-ben Londonba költözött. Matematikát, építészetet, filozófiát, nyelveket és a Római Birodalom történetét tanulta. Robert Adam és Sir Williams Chambers építészek mellett dolgozott. 1786-ban Portsmouthban a hajóépítő és javító dokkban talált munkát. Önerőből képezte magát, és önálló építészként kezdett dolgozni, különböző felújítási és renoválási munkákat vállalt.

### Hídtervező Shropshire-ben
Shropshire építési felügyelőjeként a hidak karbantartásáért is felelős volt. 1790-ben tervezte első hídját a Severn folyó felett. 1796-ban tervezte első vasszerkezetű hídját, amelyre hatással volt Abraham Darby hídja. Telford észrevette, hogy Darby hídja túlméretezett volt a funkciójához képest, és elemeinek nagy része is rossz minőségű öntvényből állt. Az általa tervezett híd tíz méterrel nagyobb fesztávú és fele annyi súlyú volt. Telford azok közé a mérnökök közé tartozott, akik építés előtt tesztelték az építőanyagot. A tervezés és kivitelezés során tudása és tapasztalata egyre nőtt. Élete folyamán 40 hidat tervezett.

### Ellesmere hajózási csatorna
Neves tervezőnek számított Shropshire-ben, így 1793-ban megbízták az Ellesmere hajózási csatorna tervezésével és építésével. A csatorna a Wrexhami vasgyárat és szénbányákat kötötte össze északnyugati irányban Ellesmere (Shropshire) városon áthaladva Chesterrel, a már meglévő Chester hajózási csatornán, és a Mersey folyón keresztül. Ez a nagyszabású projekt része volt a Dee folyó felett épített Pontcysyllte akvadukt a Llangollen völgyében. William Jessop kiváló építőmérnök nézte át a terveket, de a kivitelezést teljes egészében Telfordra bízta. A 300 m fesztávú, 38 m magasságban ívelő, tizenkilenc lyukú akvadukt csatornatestét újszerű módon kőbe ágyazott, öntöttvas lemezekből alakította ki. A vaslemezek illesztése mentén forró, olvasztott cukorból és ólomból készített hézagoló anyagot használt.

### Shrewsbury hajózási csatorna
Ekkoriban kapcsolódott be Telford a Shrewsbury hajózási csatorna építésébe, mert Josiah Clowes mérnök meghalt 1795-ben. E nagy projekt keretében Telford tervezte Longdon–on–Tern akvaduktját öntöttvas elemekből (a Pontcysyllte akvaduktot megelőzve). Ez az akvadukt jóval nagyobb volt Anglia első öntöttvas elemekből épített akvaduktjánál, melyet egy hónappal azelőtt adtak át a Derby hajózási csatorna mentén.
Hírneve egyre nőtt, számos projekthez kérték szakvéleményét (Liverpool vízvezeték rendszere, London dokkjainak felújítása, a London Bridge újjáépítése 1800 körül).

### Kaledóniai és a Crinan hajózási csatorna
1801–ben kezdett hozzá egy közel húsz évig tartó nagyszabású projekthez, melynek célja a Skót–felföld közlekedésének javítása volt. Ennek keretében valósult meg a  Kaledóniai hajózási csatorna a Great Glen (Nagy völgy) mentén, a Crinan hajózási csatorna egyes szakaszainak újratervezése, kb. 1480 km út, illetve több ezer híd (Craigellachie híd) létesítése, számos kikötő bővítése (Aberdeen, Dundee, Peterhead, Wick, Portmahomack), valamint 32 új templom építése.
Telford a Skót–alföldön is épített utakat (296 km) és hidakat. Többek között a Dee folyót átszelő 34 m fesztávú kőhidat Tonguelandban (Kircudbright, 1805–1806) és a 39 m fesztávú Cartland Crags hidat Lanark közelében (1822).

### Göta hajózási csatorna
A svéd király is kapcsolatba lépett Telforddal a Göteborgot Stockholmmal összekötő hajózási csatorna ügyében. 1808–ban Svédországba utazott. Terveit elfogadták, és 1810–ben elkezdődött a csatorna építése. Telford gyakran utazott a helyszínre, hogy személyesen felügyelje a csatornameder kiásásának munkálatait. A Göta hajózási csatornát 1832-ben avatták fel. 1821-ben a Svéd Királyi Tudományos Akadémia felvette tagjai közé.

### Menai-szoros hídja
Anglesey szigetén új gátat építettek. De az igazi kihívást a sziget és a walesi szárazföld összekötése, a Menai–szoros áthidalása jelentette. A 176 m fesztávú Menai függőhíd a korszak leghosszabb függőhídja volt. A  Menai-szoros hídja és a Conwy függőhíd azonos időre készült el.

### Élete alkonyán
Idős korában tervezte pályafutása egyetlen londoni projektjét, a St. Katharine dokkokat (London Docklands) a Tower Bridge közelében, London központjában. Szintén ebben az időszakban tervezte a Berkeley hajózási csatornát (ma Gloucester és Sharpness hajózási csatorna), a Harecastle második vízi alagútját (Telford–alagút), mely még ma is hajózható, a Trent és Mersey hajózási csatornát, Birmingham és Liverpool között az Összekötő csatornát (ma a Shropshire Union Canal része).

## Tisztségei
Az 1818-ban alapított Építőmérnökök Egyesülete 1820-ban elnökévé választotta. Ezt a tisztséget haláláig betöltötte. Tagja volt a Royal Societynek és a Royal Society of Edinburgh-nek.

## Telford, a költő
Telford verseket is írt, amelyek 1779 és 1784 között jelentek meg. Barátjával, a költő Robert Southey-vel tett skóciai utazásának élményeit is közzé tette. Végrendeletében pénzt hagyományozott Robert Southey és  Thomas Campbell költőkre, valamint az Edinburgh Encyclopaedia kiadóira (az Encycloopaediát életében is támogatta). Családot nem alapított, egész életét munkájának szentelte.
A westminsteri apátságban helyezték örök  nyugalomra.

## Róla nevezték el
- Telford város (Shropshire), 1968
- Thomas Telford középiskola Telfordban
- Telford város (1857), Montgomery County, Pennsylvania, USA
- Edinburgh's Telford College

## Telford által tervezett hidak
| - Aldford iron Bridge (1824) - Bunnockburn Bridge - Bewdley Bridge (1798) - Bonar Bridge (1802) - Bridgnorth Bridge (1810) - Bridge of Keig (1827) - Broomielaw Bridge, Glasgow (1816) - Buildwas Bridge (1796) - Cantlop Bridge (1820) - Chirk Aqueduct (1801) - Clachan Bridge (1792) - Conwy Suspension Bridge (1826) - Coundarbour Bridge (1797) | - Craigellachie Bridge (1815) - Dean Bridge, Edinburgh (1831) - Dunkeld Bridge (1809) - Eaton Hall Bridge (1824) - Galton Bridge (1829) - Glen Loy Aqueduct on the Caledonian Canal (1806) - Harecastle Tunnel (1827) - Holt Fleet Bridge (1827) - London Bridge (tervjavaslat) - Longden–on–Tern Aqueduct (1796) - Menai Suspension Bridge (1826), Menai-szoros hídja - Montford Bridge (1792) - Mythe Bridge (1826) | - Over Bridge (1827) - Pontcysyllte Aqueduct (1805) - Potarch Bridge - Telford Bridge (1813) - Tongland Bridge (1808) - Waterloo Bridge, Betws–y–Coed (1815) - Stanley Ferry Aqueduct (1839) - Caledonian Canal - Crinan Canal |  |

## Galéria

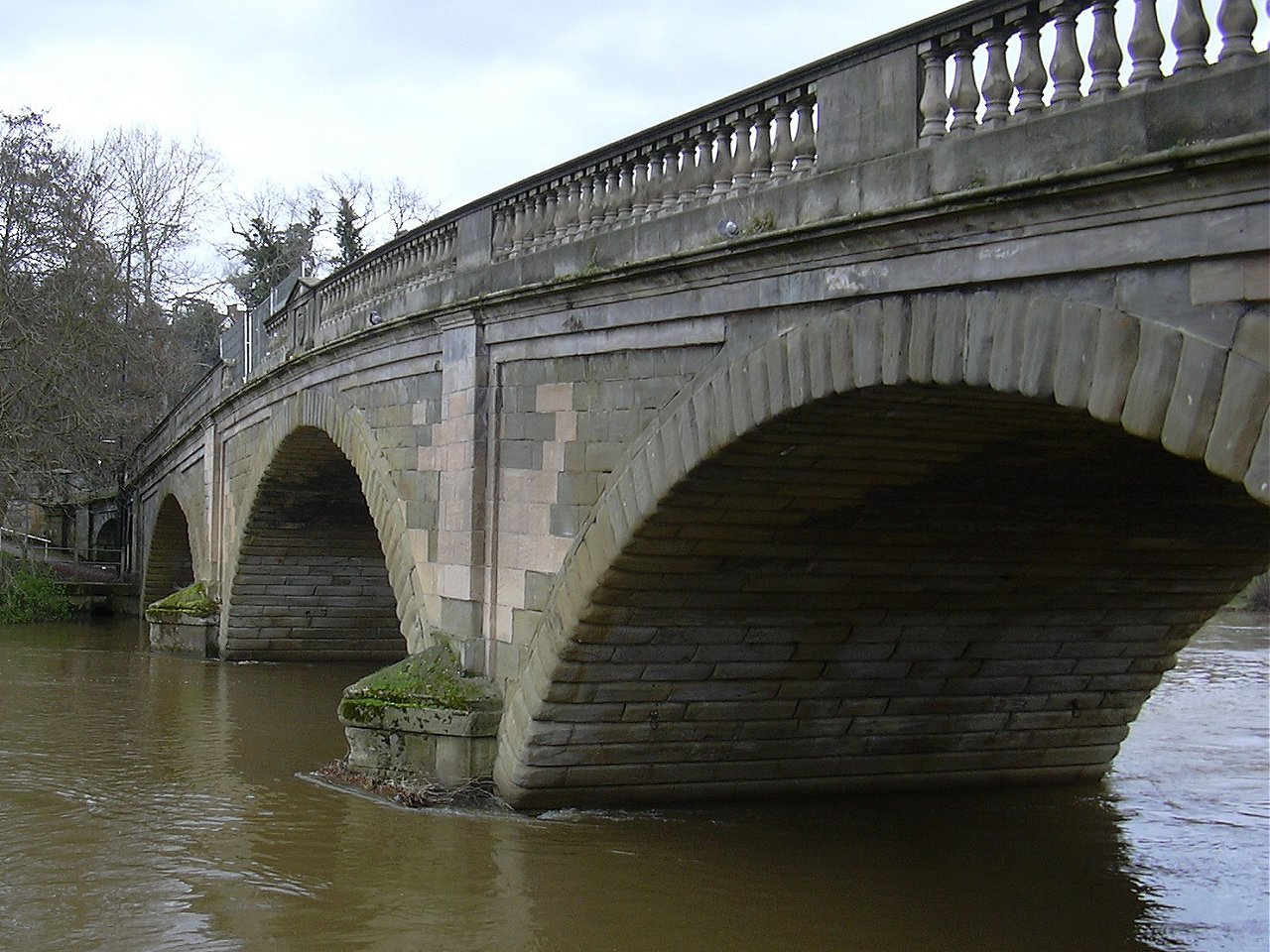
Bewdley híd
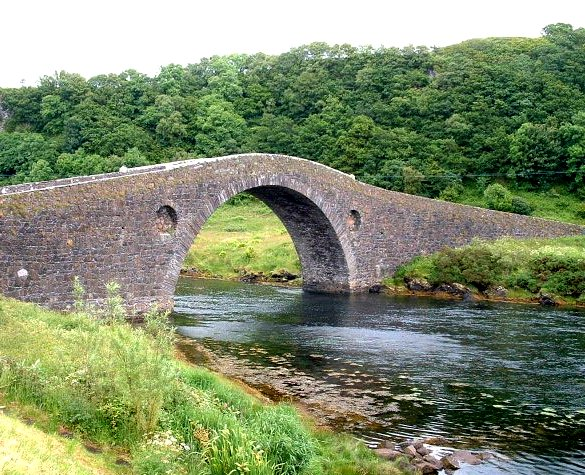
Clachan híd
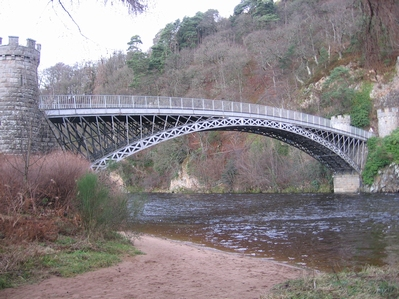
Craigellachie híd
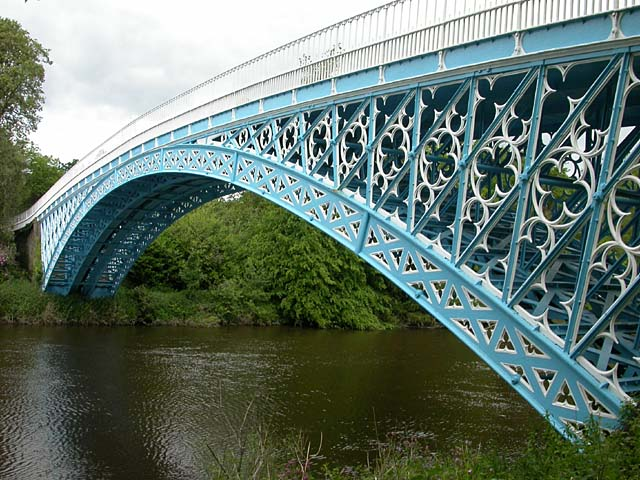
Aldford híd
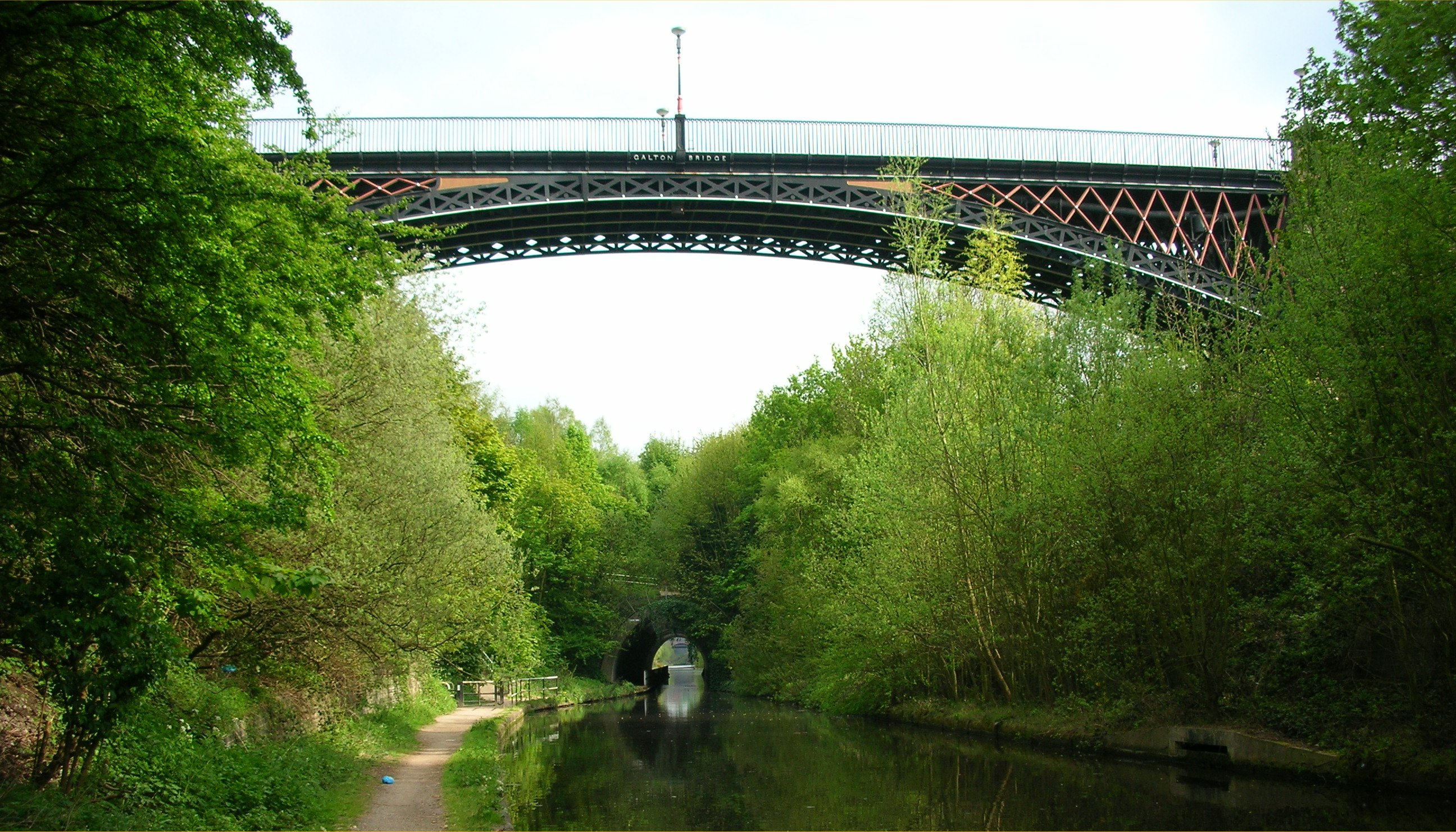
Galton híd
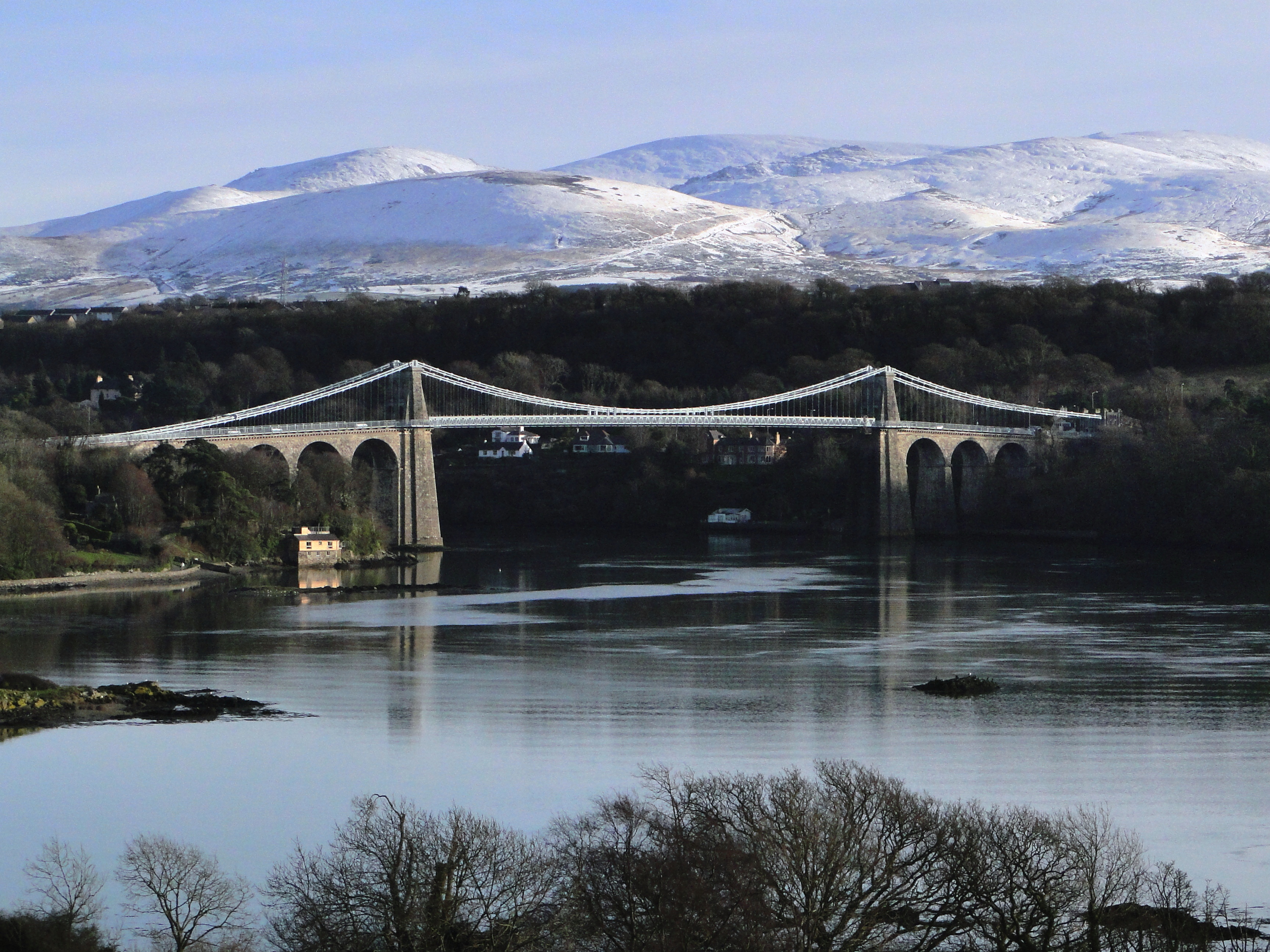
Menai-szoros hídja
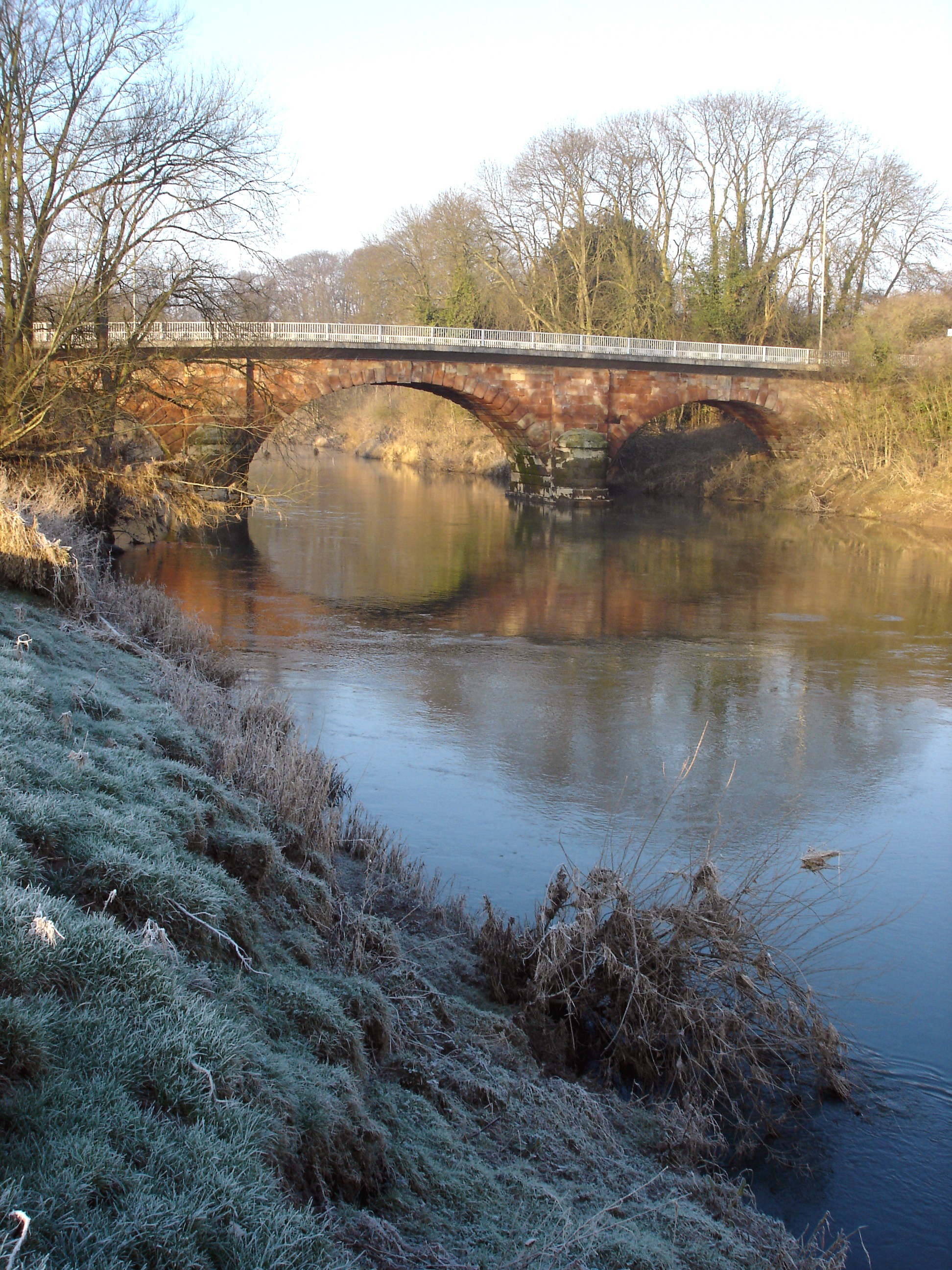
Montford híd
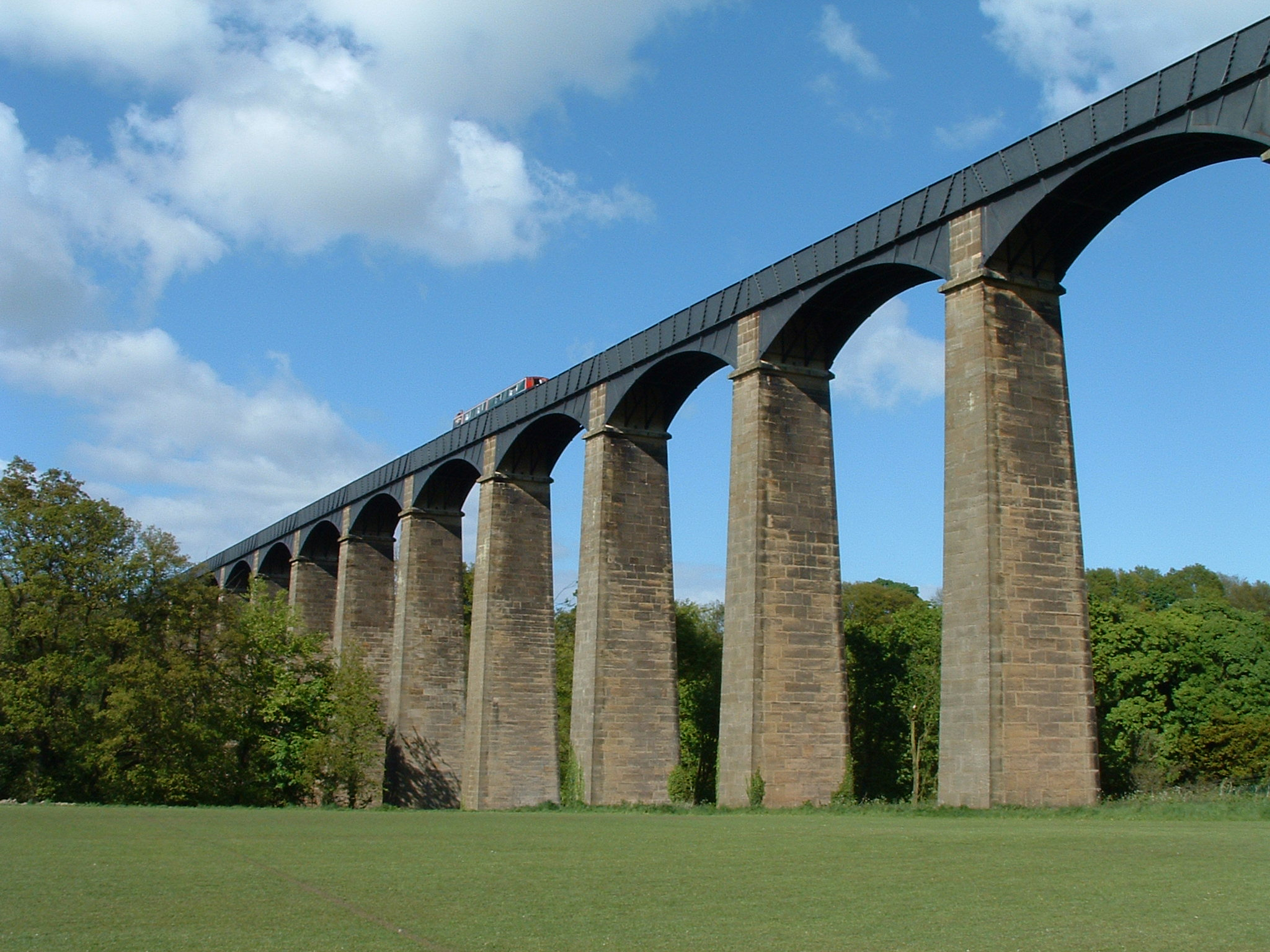
Pontcysyllte akvadukt (Világörökség
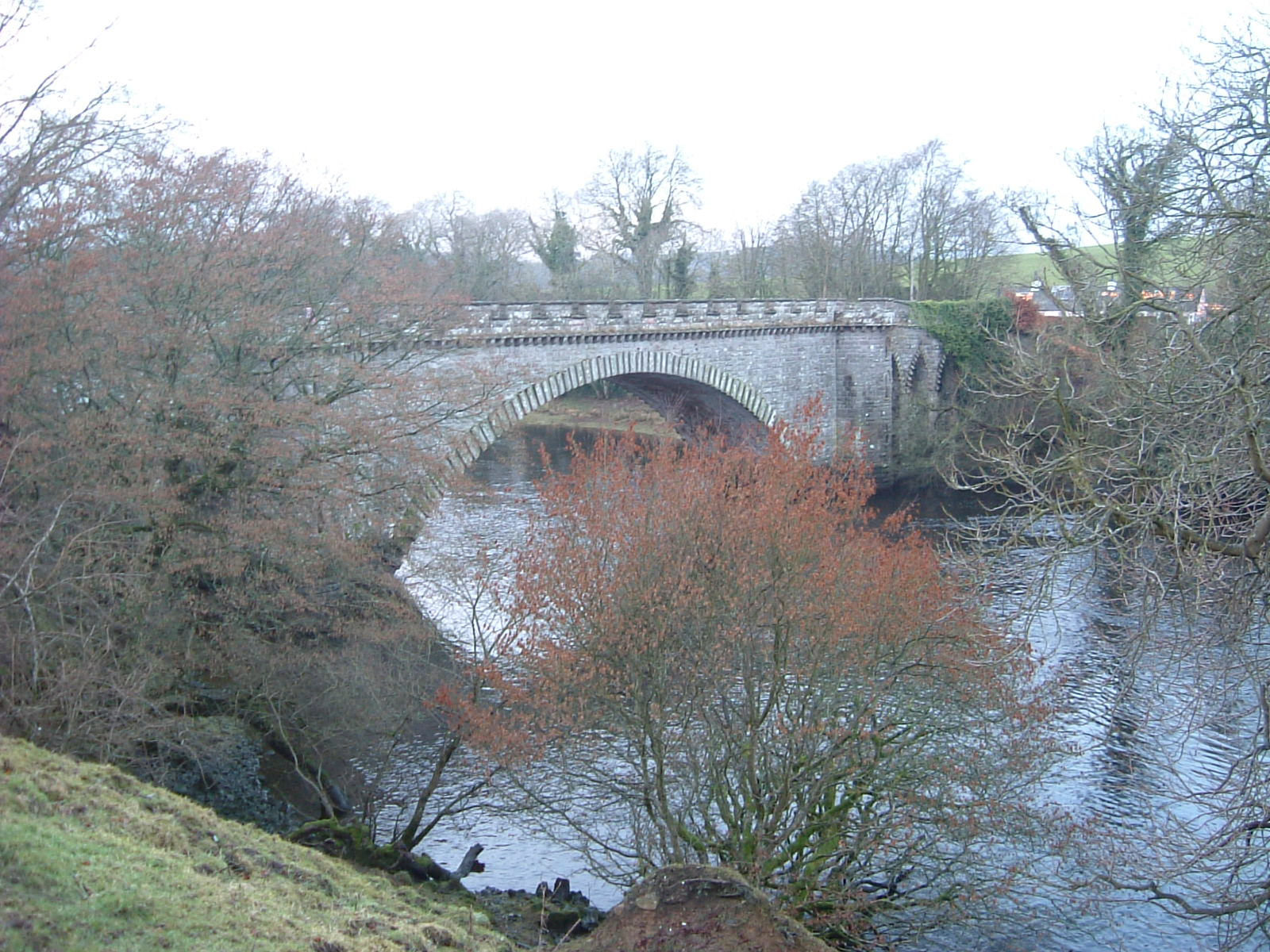
Tongland híd
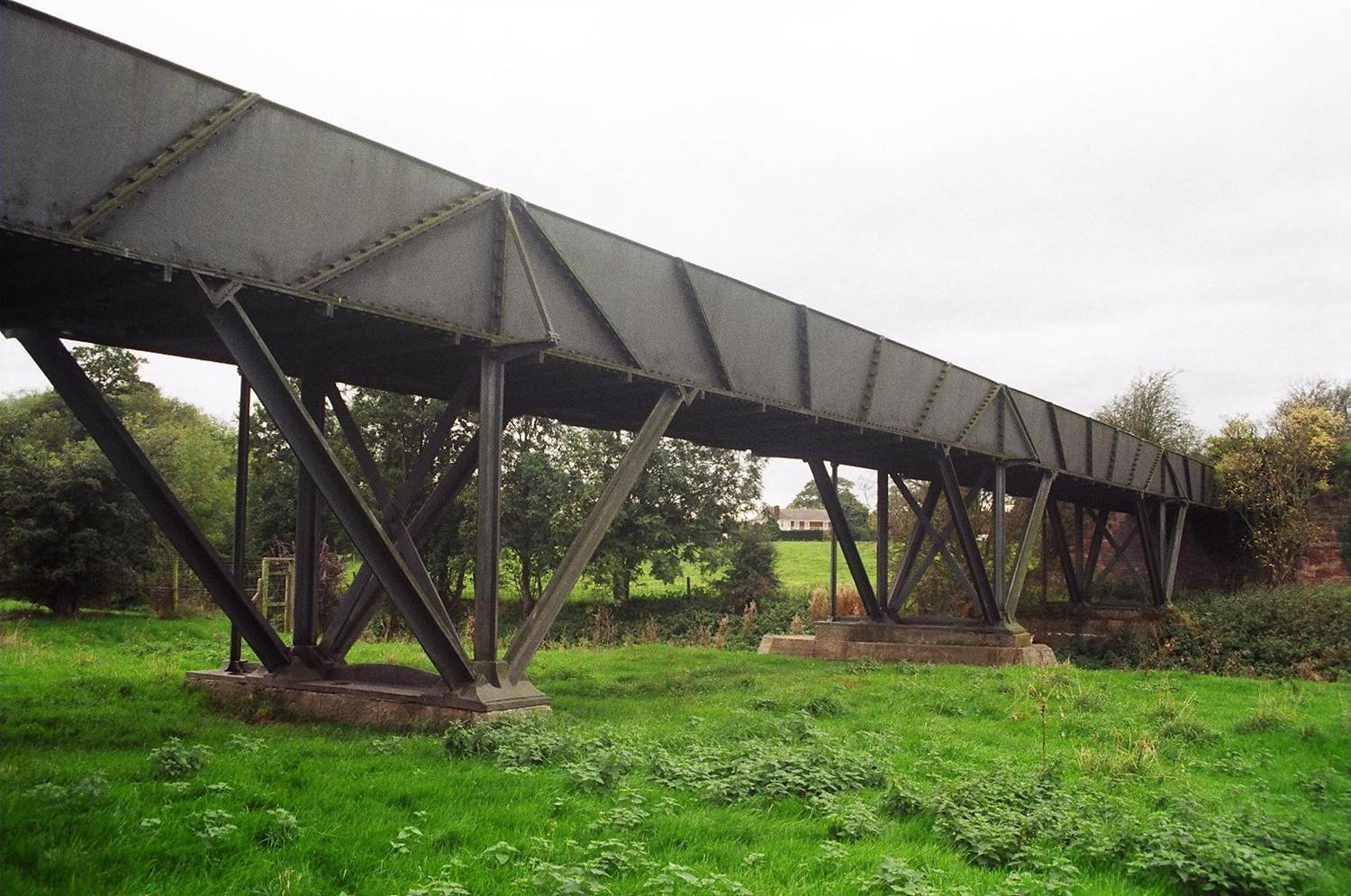
Longden-on-Tern akvadukt
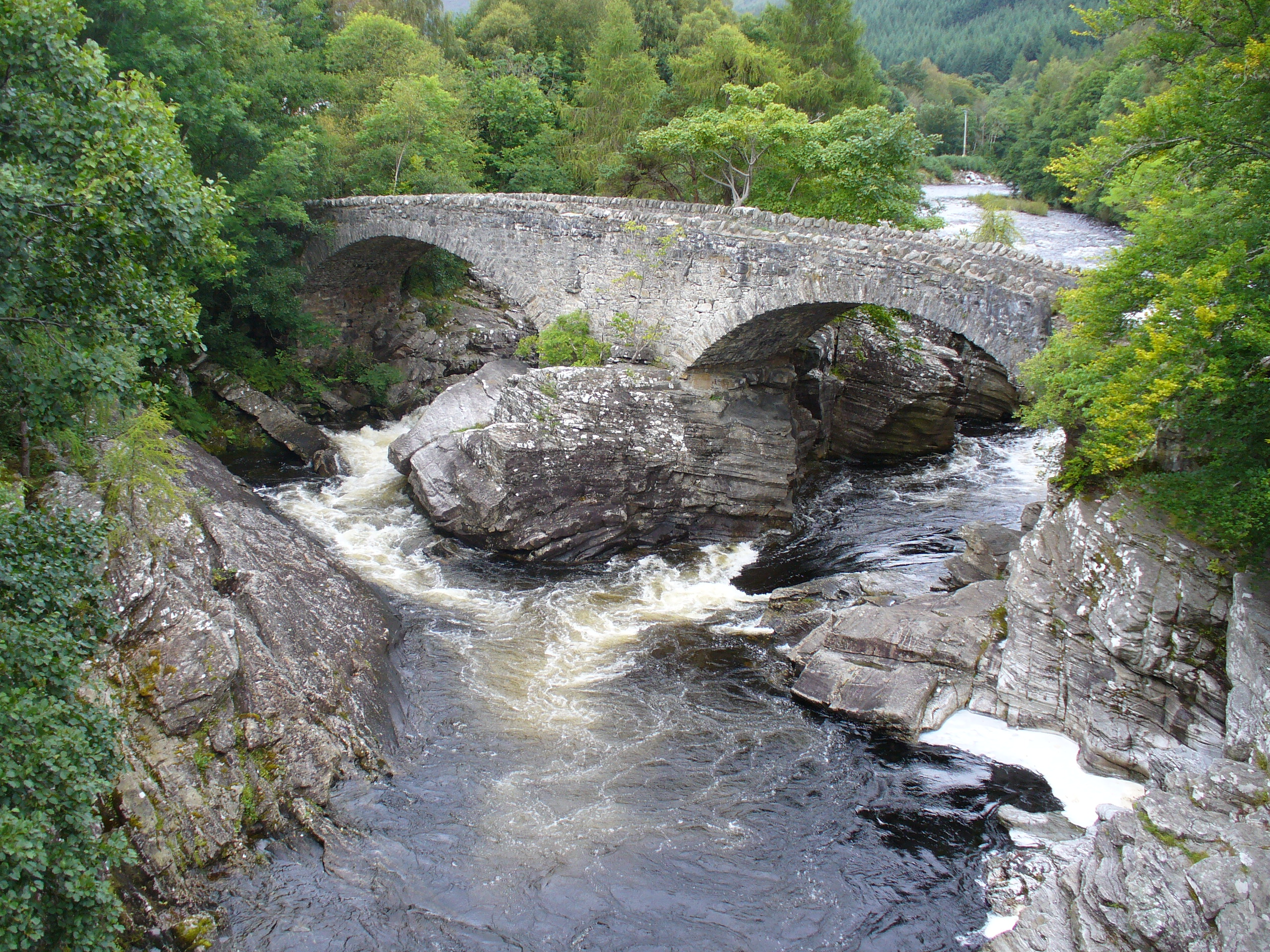
Telford híd
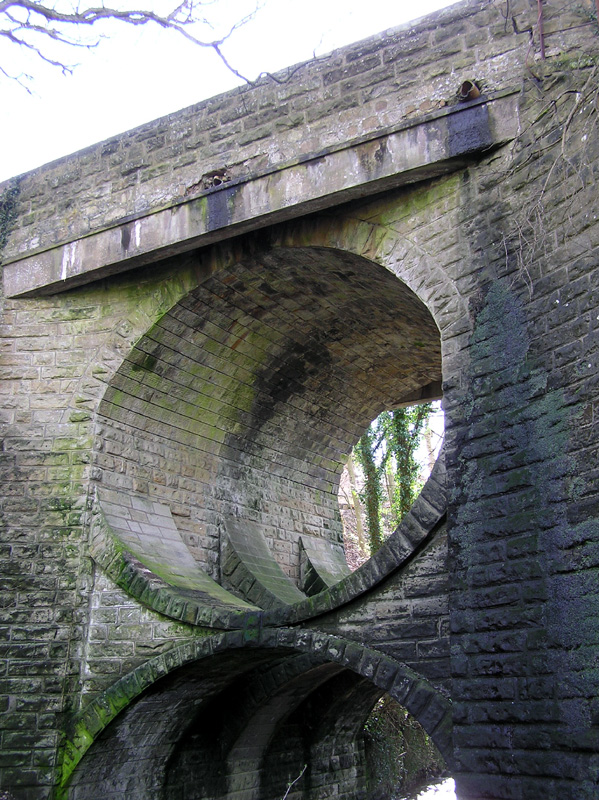
Bannockburn híd

## Fordítás
- Ez a szócikk részben vagy egészben  a   Thomas Telford című angol Wikipédia-szócikk fordításán alapul.  Az eredeti cikk szerkesztőit annak laptörténete sorolja fel. Ez a jelzés csupán a megfogalmazás eredetét és a szerzői jogokat jelzi, nem szolgál a cikkben szereplő információk forrásmegjelöléseként.